# Tom Trybull
Tom Trybull (Berlín, 9 de marzo de 1993) es un futbolista alemán. Juega de centrocampista y su equipo es el Odense BK de la Primera División de Dinamarca.

## Trayectoria
El 4 de agosto de 2017 se unió al Norwich City por un año.

## Selección nacional
Ha representado a la selección de Alemania en categorías inferiores hasta el año 2012, cuando jugó con la sub-20 alemana.

## Clubes
| Club                            | País         | Año       |
| ------------------------------- | ------------ | --------- |
| F. C. Hansa Rostock             | Alemania     | 2010-2011 |
| Werder Bremen                   | Alemania     | 2011-2014 |
| F. C. St. Pauli                 | Alemania     | 2014-2015 |
| SpVgg Greuther Fürth            | Alemania     | 2015-2016 |
| ADO Den Haag                    | Países Bajos | 2016-2017 |
| Norwich City F. C.              | Inglaterra   | 2017-2021 |
| Blackburn Rovers F. C. (cedido) | Inglaterra   | 2020-2021 |
| Hannover 96                     | Alemania     | 2021-2022 |
| S. V. Sandhausen                | Alemania     | 2022-2023 |
| Blackpool F. C.                 | Inglaterra   | 2023      |
| Odense BK                       | Dinamarca    | 2023-     |